# Кредо (хор)
Камерний хор «Кредо» було засновано у квітні 2002 року. Очолює хор випускник НМАУ ім. П. Чайковського, володар Гран-Прі III Всеукраїнського конкурсу хорових диригентів, заслужений діяч мистецтв України , Головний хормейстер Національної опери України — Богдан Пліш.

## Історія
З перших кроків своєї діяльності хору «Кредо» вдалося привернути до себе увагу широкого кола любителів музики та отримати схвальні відгуки найавторитетніших музикантів країни.
Хор є постійним учасником міжнародних фестивалів «Київ-Мюзик-Фест», «Музичні прем'єри сезону», «Золотоверхий Київ», а також «Пасхальна асамблея». Колектив запрошували до участі у фестивалі «Шевченківський березень», ювілейних концертах, присвячених Б. Лятошинському, І. Шамо, Ш. Карабицю, Г. Свиридову, фестивалі «Володимир Крайнєв запрошує». На фестивалі МоцАртФест-II «AVE VERUM» колектив виконував «Реквієм» В. А. Моцарта у супроводі Симфонічного оркестру Національної філармонії України під орудою М. Дядюри. Також колектив неодноразово брав участь у виконанні опери Г. Персела «Дідона та Еней» з Київським камерним оркестром під керівництвом Р. Кофмана. З оркестром Романа Кофмана хор виконував кантати Й. С. Баха, А. Вівальді «Глорія», Арво Пярта "Плач Адама, «Te Deum», Б. Бріттена кантата «Святий Миколай», Альфред Шнітке «Реквієм» у циклі «Великі імена», В. Бібіка концертне виконання опери «Біг».
Камерний хор «Кредо» співпрацює з найвідомішими композиторами України: Є. Станкович, Л. Дичко, В. Сільвестров, М. Скорик, Г. Гаврилець, В. Степурко, М. Шух, О. Родін, В. Полева та інші. Виступи хору відбувалися у самих престижних залах Києва — Колонний зал ім. М. Лисенка Національної філармонії України, Великий та Малий зали НМАУ ім. П. І Чайковського, зал камерної та органної музики, зал Будинку вчених, Трапезний та Успенський собори Києво-Печерської Лаври, Андріївська церква та інші.
З 2005 по 2014 роки відбувалися гастрольні виступи «Кредо» у Росії, Польщі, Німеччині, Італії, Нідерландах, Іспанії, Франції, Швейцарії, Австрії, Угорщині. Колектив брав участь у IV, V та VII Московському пасхальному фестивалі (художній керівник — Валерій Гергієв), а також брав участь у IV Міжнародному фестивалі духовної музики у м. Роттенбург, де виступ «Кредо» був визнаний «коронацією фестивалю».
Хор мав концерти у найпрестижніших концертних залах Москви (концертний зал ім. П. І. Чайковського), Concertgebouw (Amsterdam, 2010), Berliner-Dom (Berlin, 2008), Berliner Philharmonie (2011, Berlin). Колектив став переможцем XXIV Міжнародного конкурсу духовної музики «Гайнівка-2005» (Польща), володарем Гран-Прі 44 Міжнародного хорового конкурсу у м. Толоса (Іспанія), а також фіналістом Гран-Прі Європи у хоровому співі — 2013 (Ареццо, Італія).

## Репертуар
- Вольфганг Амадей Моцарт, «Реквієм»,
- Бенджамін Бріттен, кантата «Святий Миколай»,
- Йоганн Себастьян Бах, кантати,
- Антоніо Вівальді, «Глорія»,
- Арво Пярт, «Плач Адама», «Te Deum»,
- Генрі Персел, опера «Дідона та Еней»,
- Йоганнес Брамс, «Німецький реквієм»,
- Георгій Свірідов, «Піснеспіви та молитви»,
- Олександр Гречанінов, «Демественна літургія»,
- П. Чесноков, цикл творів «Во дни брани»,
- А. Шнітке, «Реквієм»,
- В. Бібік, опера «Біг»,
- О. Щетинський, «Реквієм»,
- В. Сільвестров, цикл духовних творів,
- О. Родін, «Панихида»,
- єпископ Іонафан, «Чорнобильська літургія»,
- програми «Київський розспів», «Пасха нова, святая», «Фрески Софії Київської», «Музичні паралелі», «Тиха молитва».

Колектив здійснив записи ряду компакт-дисків:
- «Піснеспіви та молитви» Г. Свірідова (2004),
- «Архангельський глас» київський розспів (2007),
- «Чорнобильська літургія» єпископа Іонафана (Єлецьких) (2009),
- «Пасха нова, святая» (2009),
- «Літургія Іоанна Златоуста» ігумен Роман (Підлубняк) (2012).